# Rudy Molard
Pour les articles homonymes, voir Molard.

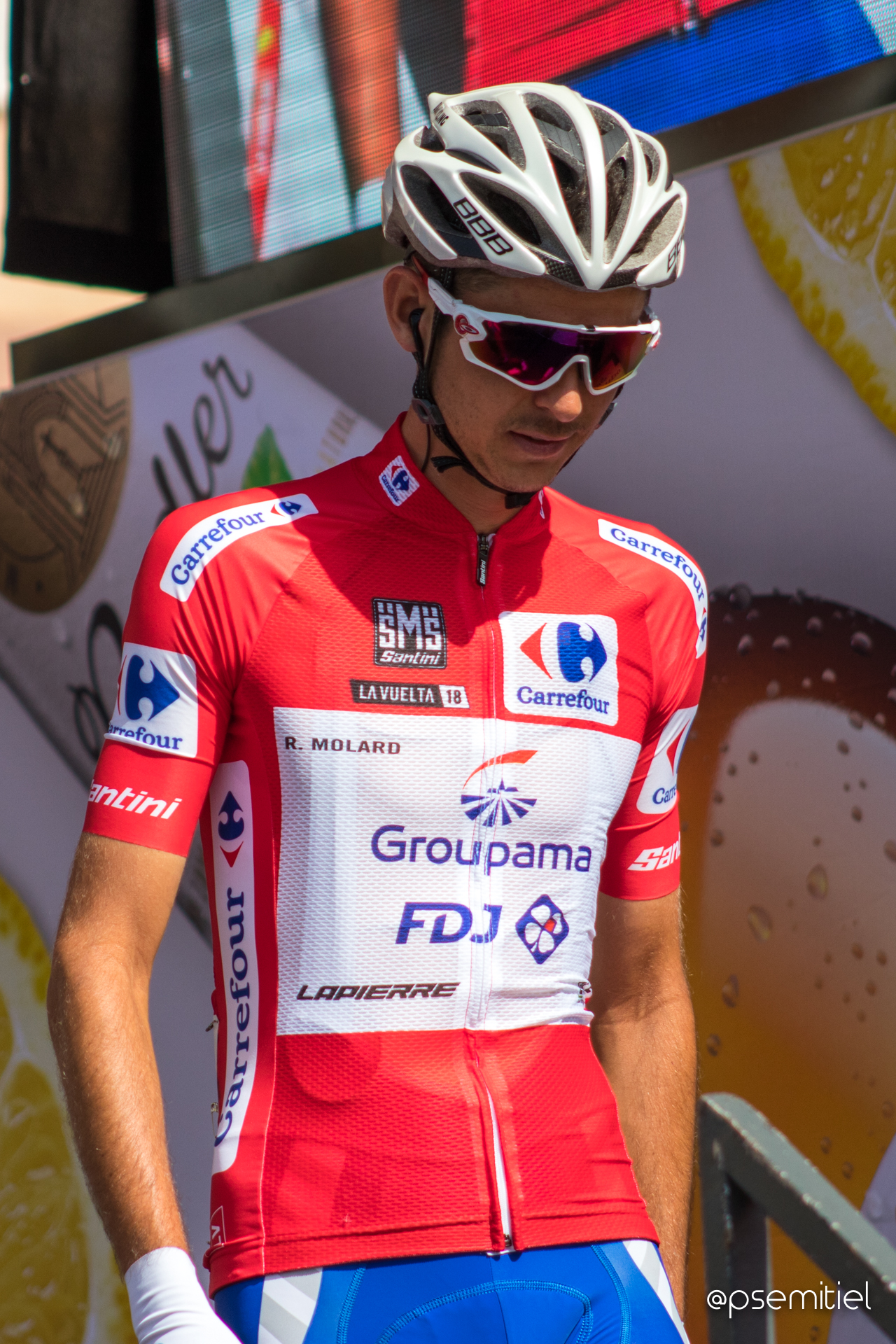
Rudy Molard avec le maillot rouge sur le Tour d'Espagne 2018.

Rudy Molard est un coureur cycliste français né le 17 septembre 1989 à Gleizé (Rhône), membre de l'équipe Groupama-FDJ depuis 2017. Il a notamment remporté une étape de Paris-Nice en 2018 et porté plusieurs jours le maillot rouge de leader sur le Tour d'Espagne.

## Biographie

### Jeunesse et carrière chez les amateurs
Rudy Molard naît le 17 septembre 1989 à Gleizé, dans le département du Rhône. Il est l'arrière petit-fils de Louis Bonnefond, cycliste professionnel au sein de l'Équipe cycliste Peugeot-Hutchinson en 1935 puis président du Vélo club caladois de 1954 à 1977. Il est également le petit-fils de Georges Bonnefond, cycliste amateur durant les années 1950,,,. L'envie de pratiquer le cyclisme lui vient en voyant son père Dominique le pratiquer. Après avoir eu son premier vélo de course à douze ans, il s'inscrit dans le même club que son père, le CC Châtillon-sur-Chalaronne, en catégorie benjamin. Il dispute ses premières courses en catégorie minime et obtient ses premières victoires  en cadet. Il pratique également les sports d'hiver. À 14 ans, il part au lycée à Barcelonnette pour y suivre l'option métiers sportifs de la montagne. En 2008, il est champion du monde junior de triathlon des neiges (course à pied-VTT-ski de fond),.
En catégorie junior, en 2006 et 2007, il court pour l'AC Tarare-Popey. En 2006, il est sixième du championnat de France juniors. Il passe ensuite par le CR4C Roanne de 2008 à 2010 et le CC Étupes en 2011. Cette année-là, il gagne avec son club le Trophée de l'Essor, le Grand Prix de Gleizé et prend la deuxième place du championnat de Franche-Comté, du Tour du Chablais et d'une étape de la Boucle de l'Artois. Aux championnats de France, il est troisième du contre-la-montre et de la course en ligne en catégorie espoirs. Avec l'équipe de France espoirs, il est vainqueur d'étape de Toscane-Terre de cyclisme, une manche de la Coupe des Nations, sixième de la course en ligne et neuvième du contre-la-montre des championnats d'Europe, et dixième du championnat du monde du contre-la-montre espoirs.  En fin de saison, il est stagiaire au sein de l'équipe professionnelle Cofidis.

### Carrière professionnelle
Rudy Molard devient coureur professionnel en 2012 dans l'équipe continentale professionnelle française Cofidis, qui l'engage pour deux ans. Après avoir souffert d'une mononucléose durant l'hiver, il obtient en début de saison des résultats qui le satisfont au Critérium international (34e), et notamment lors de l'étape du col de l'Ospedale (25e), et à la Route du Sud (13e). Durant l'été, il dispute le Tour d'Espagne, son premier grand tour. Il le termine, à la 113e place du classement général. Deux semaines plus tard, il prend la troisième place du Tour du Gévaudan, remporté par Davide Rebellin. En 2013, il participe à son premier Tour de France.
Lors de la saison 2014, il obtient ses premiers résultats notables sur le circuit UCI World Tour. Il termine notamment deuxième d'une étape du Tour de Catalogne, en règlant au sprint le groupe des poursuivants derrière Stef Clement. Il termine ensuite dans le top 20 de la Flèche wallonne et de Liège-Bastogne-Liège. En juin, il passe proche de la victoire lors du Tour de Luxembourg (deuxième d'une étape, quatrième du général et meilleur jeune). En juillet, il participe à son deuxième Tour de France. En 2015, il décroche au sprint son premier succès chez les professionnels, lors de la 3e étape du Tour du Limousin. Il se classe également troisième du classement général final de cette course. Il se montre régulier toute la saison, signant plusieurs tops 10 et une troisième place sur le Tour du Doubs.
Après une saison 2016 moins réussie, il rejoint en 2017 l'équipe FDJ dirigée par Marc Madiot. Lors de Paris-Nice et du Tour du Pays basque, il figure longtemps dans le top 10 des deux courses, mais perd du temps lors des étapes montagneuses du week-end. Dans la foulée, il est huitième de la Flèche wallonne, son premier top 10 sur une classique du World Tour. Il découvre ensuite le Tour d'Italie, avant d'enchainer avec le Tour de France.
En 2018, il réalise le meilleur début de saison de sa carrière. En février, il se classe coup sur coup troisième du Tour La Provence et du Tour du Haut-Var. En mars, il remporte en solitaire la sixième étape du Paris-Nice à Vence, son premier succès sur une course inscrite au calendrier de l’UCI World Tour. Il est ensuite quinzième de l'Amstel Gold Race et treizième de la Flèche wallonne. Il participe au  Tour de France au tant qu'équipier, puis se classe onzième de la Classique de Saint-Sébastien. En août, il revêt le maillot rouge de leader du Tour d'Espagne à l'issue de la cinquième étape. Il le conserve pendant quatre jours avant de finalement le céder à Simon Yates lors de l'arrivée au sommet de Covatilla. Il  termine finalement quatorzième du général final, son meilleur classement sur un grand tour. Il prolonge de deux ans le contrat qui le lie à son employeur.
Lors du début de saison 2019, il accumule les places d'honneur, terminant cinquième du Tour La Provence, neuvième du Tour du Haut-Var et septième de Paris-Nice. Dans la suite de l'année, il est régulièrement dans les 20 premiers des courses, notamment dans les classiques de fin de saison. Il conclut sa saison en terminant dixième du Tour de Lombardie. En 2020, il est à nouveau septième de Paris-Nice. En septembre, il fait partie de la sélection française qui décroche le titre mondial avec Julian Alaphilippe lors des championnats du monde d'Imola. Il termine ensuite dans les 15 premiers de Liège-Bastogne-Liège, de la Flèche wallonne et de Paris-Tours.
Son année 2021 est plus compliquée. Quatrième du Tour des Alpes-Maritimes et du Var, il termine loin lors des classiques ardennaises et n'est pas en réussite sur le Tour d'Italie. En juin, est vice-champion de France sur route en réglant au sprint le groupe des poursuivants derrière Rémi Cavagna. Une chute le contraint à l'abandon lors de la seizième étape du Tour d'Espagne. Il est atteint d'un pneumothorax et de fractures à plusieurs côtes. C'est son premier abandon sur un grand tour et cela met un terme à sa saison.
Atteint d'un Covid-19 sévère en janvier 2022, il ne reprend la compétition qu'en mars lors du Tour de Catalogne. Il est huitième en avril de la Flèche wallonne et troisième en août du Tour de l'Ain. Présent sur le Tour d'Espagne, une échappée lors de la cinquième étape lui permet d'endosser le maillot rouge. Il le perd le lendemain au profit de Remco Evenepoel. En fin d'année, il se classe huitième du Tour d'Émilie et du Tour de Lombardie.
Il fait ses débuts en 2023 avec une douzième place sur le Tour Down Under, mais n'obtient aucun autre résultat notable lors de cette première partie de saison. Sélectionné pour le Tour d'Italie, il chute à la veille du départ, percuté par un automobiliste. Cet accident ne remet pas en cause sa participation à l'épreuve qu'il termine 69e. Le 25 juin, il est nouveau vice-champion de France, à près de 2 minutes de son coéquipier Valentin Madouas. Quatrième du Tour de l'Ain, il enchaine ensuite avec le Tour d'Espagne, où il parvient à décrocher un top 10 d'étape.
Il commence sa saison 2024 avec le Tour Down Under, mais chute violemment lors de la 3e étape. Il s'en sort avec une commotion cérébrale et de multiples plaies, mais sans fractures. Il reprend la compétition fin avril, puis décroche le 11 mai un podium sur le Tour du Finistère. En deuxième partie de saison, il ne court aucun grand tour, mais se classe troisième du Grand Prix cycliste de Québec et cinquième du Tour de l'Ain. Après 2018 (31e) et 2020 (19e), il participe à ses troisièmes mondiaux où il se classe 61e.

## Palmarès

### Palmarès amateur
- 2007
  - 3e du Tour Cévennes-Garrigues
- 2010
  - Triptyque de la Vallée de l'Ance :
    - Classement général
    - 2e et 3e étapes[25]

  - 3e du Circuit des Monts du Livradois
- 2011
  - Trophée de l'Essor :
    - Classement général
    - 1re étape

  - 2e étape de Toscane-Terre de cyclisme
  - Grand Prix du Canton de Gleizé
  - 2e du Tour du Chablais
  - 2e du Tour des Cantons de Mareuil et Verteillac
  - 3e du Grand Prix d'Ancelle
  - 3e du championnat de France du contre-la-montre espoirs
  - 3e du championnat de France sur route espoirs
  - 6e du championnat d'Europe sur route espoirs
  - 8e du championnat d'Europe du contre-la-montre espoirs
  - 10e du championnat du monde du contre-la-montre espoirs

### Palmarès professionnel
| - 2012 - 3e du Tour du Gévaudan Languedoc-Roussillon - 2015 - 3e étape du Tour du Limousin - 3e du Tour du Limousin - 3e du Tour du Doubs - 2017 - 8e de la Flèche wallonne - 2018 - 6e étape de Paris-Nice - 3e du Tour La Provence - 3e du Tour du Haut-Var - 2019 - 7e de Paris-Nice - 10e du Tour de Lombardie | - 2020 - 7e de Paris-Nice - 2021 - 2e du championnat de France sur route - 2022 - 3e du Tour de l'Ain - 8e de la Flèche wallonne - 8e du Tour de Lombardie - 2023 - 2e du championnat de France sur route - 2024 - 3e du Tour du Finistère - 3e du Grand Prix cycliste de Québec |  |

### Résultats sur les grands tours

#### Tour de France
6 participations
- 2013 : 73e
- 2014 : 51e
- 2017 : 36e
- 2018 : 38e
- 2019 : 33e
- 2020 : 39e

#### Tour d'Italie
3 participations
- 2017 : 44e
- 2021 : 37e
- 2023 : 69e

#### Tour d'Espagne
6 participations
- 2012 : 113e
- 2016 : 30e
- 2018 : 14e,  maillot rouge pendant 4 jours
- 2021 : abandon (16e étape)
- 2022 : 31e,  maillot rouge pendant 1 jour
- 2023 : 29e

## Classements mondiaux
| Année                                 | 2011 | 2012 | 2013  | 2014 | 2015 | 2016 | 2017  | 2018 | 2019 | 2020 | 2021 | 2022 | 2023 | 2024 |
| ------------------------------------- | ---- | ---- | ----- | ---- | ---- | ---- | ----- | ---- | ---- | ---- | ---- | ---- | ---- | ---- |
| UCI World Tour                        |      |      |       |      |      | nc   | 120e  | 82e  |      |      |      |      |      |      |
| Classement mondial                    |      |      |       |      |      | 526e | 296e  | 109e | 127e | 99e  | 277e | 112e | 228e | 177e |
| UCI Europe Tour                       | 575e | 580e | 1131e | 266e | 72e  | 806e | 1225e | 265e | 105e | 83e  | 234e | 94e  | nc   | 145e |
|                                       |      |      |       |      |      |      |       |      |      |      |      |      |      |      |
| Légende : nc = non classéSource : UCI |      |      |       |      |      |      |       |      |      |      |      |      |      |      |